# 胡则 (南唐)
胡则（10世纪—976年5月22日），一作胡德，南唐将领。家世不详。保大末年，为军校。后主登基后，进为诸军使。后主末年，为江州副使、指挥使。
开宝八年（975年）末南唐都城金陵被北宋攻陷后，宋军主帅曹彬令后主以手书命郡县投降，江州刺史谢彦宾得到手书，召集将佐出示，想投降。胡则愤怒形于色，当时就出去了，对下属说自己历世受李氏之恩，不可辜负，且都城被围已久，手书真伪不可知，责谢彦宾不忠，问下属们是否愿意与自己一起为忠义而死，众人都赞成。胡则于是率牙校宋德明等大声鼓噪，入内攻打谢彦宾，谢彦宾藏身檐沟，被擒杀。众人推胡则为刺史，号令肃然，没有人敢不听他的。
胡则曾为寿州裨将，随寿州节度使刘仁赡守城多年，学得其方略，日夜检阅丁壮，约束部伍，坚壁死守。宋太祖命先锋都指挥使曹翰为南面行营招安巡检使攻城。曹翰军渡江杀入庐山寺，僧人逃散，只有僧人缘德不逃。曹翰问缘德决胜之策，缘德称这不是修禅之人所知的。江州城背靠江水和高山，城楼上有楼橹（古时军中用以侦察、防御或攻城的高台），地势高险，坚不可破，曹翰屡次遣使者劝降，胡则誓死不从。曹翰军死伤者众，太祖下诏书切责督战。
开宝九年（976年）四月，胡则病重不能起床，城池才被攻陷，众人仍然巷战，哭着奋击不退，曹翰军仍然死了多人。曹翰活捉胡则，责怪他违命之罪。胡则答：“狗朝着不是自己主人的人吠，你有什么可以怪我的？”曹翰将胡则置于木驴上，正要处以磔刑，胡则就死了，就腰斩其尸示众，再杀宋德明，堕江州城防七尺，使其以后不可守御。
宋太祖嘉奖胡则忠于所事，得知江州城将破，遣使持诏赐曹翰，令他不要多杀，赦免抗命之人。使者到独树浦遇到大风无法渡河，等到到达时，曹翰已经在一天前屠城，胡则全家都被杀。
也有记载胡则守江州三年之久，后来为一个做饭的人做的鱼不好而发怒，想杀，其妻说：“士卒守城累年，满地都是尸骨，为什么要因为一顿饭杀士卒？”胡则便放过了做饭人。做饭人趁夜缒城投靠曹翰，全部交代了城中虚实。城西南因为背靠高山，平时不设守备，做饭人带宋军攻打此处，当夜破城。
《十国春秋》评价胡则一门殉难，是南唐的忠臣。